# カンジュルハン・スタジアム
カンジュルハン・スタジアム（シュタディオン・カンジュルハン、英: Kanjuruhan Stadium）は、インドネシア・東ジャワ州マラン県ケパンジェンにある多目的スタジアム。現在は主にサッカーの試合に使用される。42,449 人収容、リーガ 1・アレマのホームスタジアムとなっている他、リーガ 3のペルセカム メトロ カブパテン マランも使用している。現在のマラン地域にある8世紀のヒンドゥー教の王国、カンジュルハン王国にちなんで名付けられた。

## 歴史
1997年完成で、推定建設費は350億ルピア。 2004年6月9日にはメガワティ・スカルノプトリ大統領の就任式で使用され、その運用テストとして2004年のインドネシア1部・アレマ対PSSスレマンの試合が行われた（アレマが1-0で勝利）。 
2010 年にはAFCチャンピオンズリーグ2011の基準に対応させるため、夜間照明の照度を上げる工事が実施された。

## 事件
2022年10月1日、スタジアムで群集事故が発生し、少なくとも187人が死亡した。 

## ギャラリー

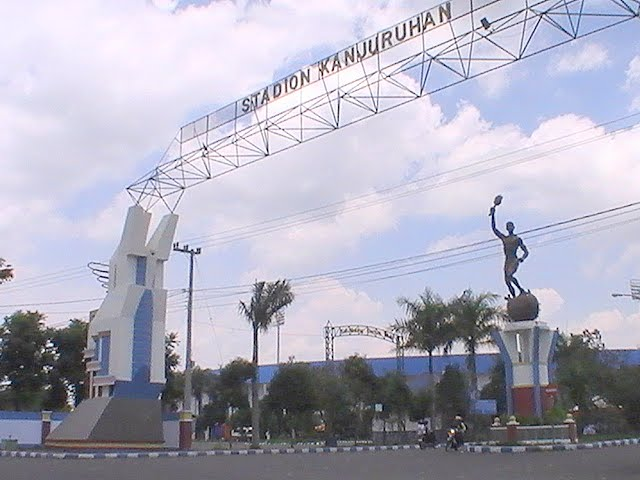
スタジアムへの入り口。
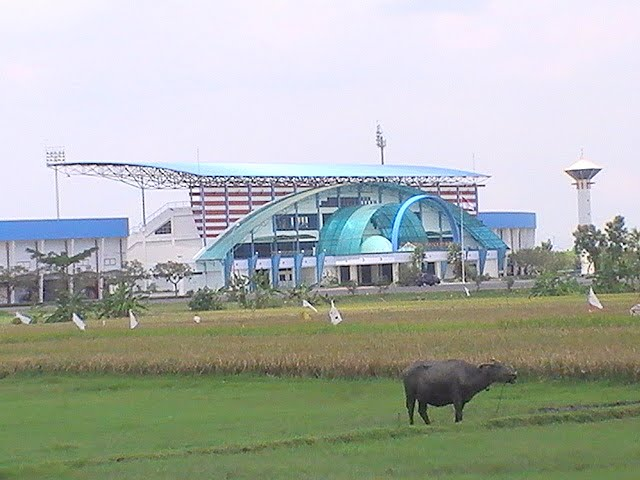
田んぼから見たスタジアム。
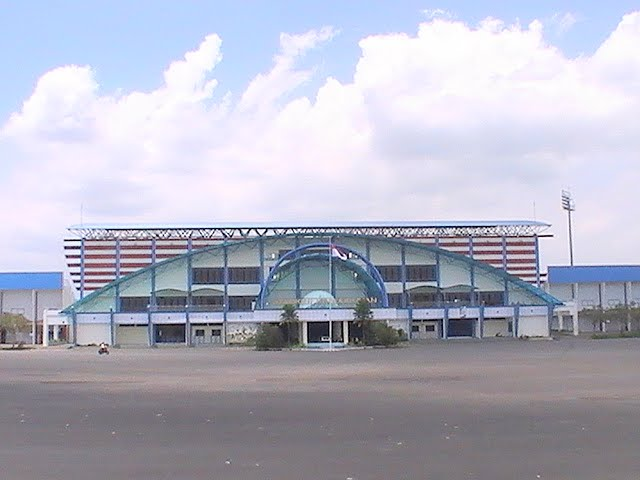
スタジアム外観
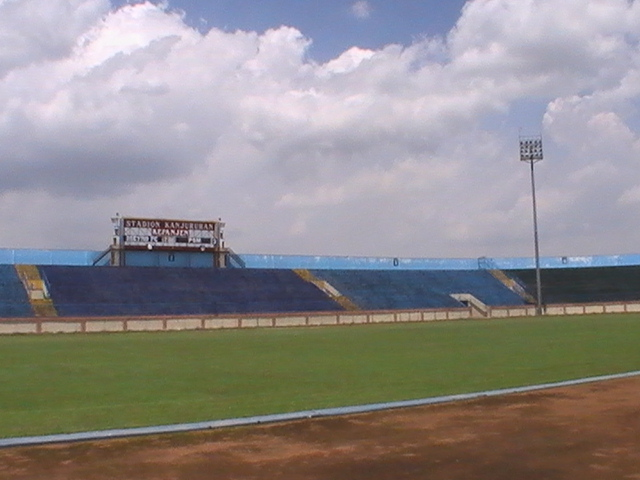
スタジアム サッカー場。